# Royaume d'Hanthawaddy
573–1100
1287–1552
1740–1757
Entités précédentes :
- Royaume de Pagan

Entités suivantes :
- Dynastie Taungû

Le royaume d'Hanthawaddy (birman : ဟံသာဝတီ ပဲခူး တိုင်းပြည် ; Môn : ဟံသာဝတဳ, [hɔŋsawətɔe]) ou royaume de Pégou fut le principal pouvoir en Basse-Birmanie de 1287 à 1539.

## Histoire
Ce royaume, de langue mône, fut fondé à Martaban sous le nom  de Ramannadesa (ou Ramanya en birman (ရာမညဒေသ) et en môn ရးမည) par le roi Wareru après la chute du royaume de Pagan devant les mongols en 1287. Il était formellement vassal du royaume de Sukhothaï et de la dynastie Yuan. Le royaume devint indépendant de Sukhothaï en 1331, mais resta une fédération lâche des trois centres régionaux de pouvoir môn : le delta de l'Irrawaddy, Pégou et Martaban. Ses rois avaient peu ou pas du tout d'autorité sur leurs vassaux. Martaban fut en rébellion ouverte de 1363 à 1388.
Le règne énergique du roi Razadarit (ou Rajadhirat, r. 1384–1421) assura l'existence du royaume. Razadarit unifia fermement les trois régions de langue mône et repoussa le royaume d'Ava (de langue birmane) durant la guerre de Quarante Ans (1385–1424), faisant même payer tribut au royaume occidental d'Arakan de 1413 à 1423. La guerre se conclut par un statu quo qui constituait une victoire pour Hanthawaddy, puisqu'Ava abandonnait le rêve de reconstituer le royaume de Pagan. Au cours des années qui suivirent, Pégou aida occasionnellement les rébellions de Taungû et Prome, états vassaux au sud d'Ava, mais évita soigneusement de s'engager dans une guerre à grande échelle.
Après la guerre, Hanthawaddy connut son âge d'or, tandis que son rival entrait dans un lent déclin. Des années 1420 aux années 1530, Hanthawaddy fut le plus puissant et le plus prospère des royaumes de l'après-Pagan. Sous une série de monarques particulièrement doués, Binnya Ran I, Shin Sawbu, Dhammazedi et Binnya Ran II, le royaume put profiter à plein de son commerce extérieur. Ses marchands commerçaient avec tous ceux de l'océan Indien, remplissant les coffres des rois d'or, d'argent, d'épices et de soie, et de tous les articles des débuts du commerce moderne. Le royaume devint aussi un centre réputé du Bouddhisme theravada. Il établit des relations étroites avec le Sri Lanka et encouragea des réformes religieuses qui se diffusèrent par la suite à tout le pays.
La fin du royaume fut brutale. À partir de 1535, il fut constamment attaqué par le royaume de Taungû. Le roi Takayutpi ne réussit pas à mobiliser les importantes ressources d'Hanthawaddy contre celui-ci, pourtant bien plus petit. Mené par son roi Tabinshwehti et son général Bayinnaung, Taungû s'empara du delta de l'Irrawaddy en 1538, de Pégou en 1539 et de Martaban en 1541. Le royaume fut brièvement reconstitué en 1550 après l'assassinat de Tabinshwehti, mais Bayinnaung écrasa la rébellion mône dès 1551.
Les rois de Taungû dominèrent la Basse-Birmanie jusqu'au milieu du XVIIIe siècle, mais les Môns se souvinrent toujours de l'âge d'or d'Hanthawaddy, et lorsque la dynastie parut près de sa fin, en 1740, ils se soulevèrent contre elle, fondant un bref « royaume restauré d'Hanthawaddy » (1740-1757).

### Liste des souverains d'Hanthawaddy
| Nom                    | Relation                           | Dates de règne  | Notes                                     |
| Wareru                 |                                    | 1287 – 1307     | fondateur                                 |
| Hkun Law               | frère                              | 1307 — 1311     |                                           |
| Saw O                  | neveu                              | 1311 — 1324     |                                           |
| Saw Zein               | frère                              | 1324 — 1330     | transféra la capitale à Pégou             |
| Zein Pun               | - usurpateur -                     | 1330 (7 jours)  |                                           |
| Saw E                  | fils de Saw O                      | 1330 (49 jours) |                                           |
| Binnya E Law           | fils de Hkun Law                   | 1330 — 1348     | retransféra la capitale à Pégou           |
| Binnya U               | fils de Saw Zein                   | 1348 — 1384     |                                           |
| Razadarit (Rajadhirat) | fils                               | 1384 – 1421     | mena la Guerre de Quarante ans contre Ava |
| Binnya Dhammaraza      | fils                               | 1421 — 1426     |                                           |
| Binnya Ran I           | frère                              | 1426 — 1446     |                                           |
| Binnya Waru            | neveu et fils adoptif              | 1446 — 1450     |                                           |
| Binnya Kyan            | cousin (fils de Binnya Dhammaraza) | 1450 — 1453     |                                           |
| Leik Munhtaw           | cousin (fils de Binnya Ran I)      | 1453 (7 mois)   |                                           |
| Shin Sawbu             | tante (sœur de Binnya Ran I)       | 1453 — 1471     | unique souveraine de Birmanie             |
| Dhammazedi             | gendre                             | 1471 – 1492     | ancien moine                              |
| Binnya Ran II          | fils                               | 1492 — 1526     |                                           |
| Takayutpi              | fils                               | 1526 – 1539     | vaincu par la dynastie Taungû             |